# Statistică
Statistica este o știință care, folosind calculul probabilităților, studiază fenomenele și procesele de tip colectiv (din societate, natură etc.) din punct de vedere cantitativ
în scopul descrierii acestora și al descoperirii legilor care guvernează manifestarea lor.
Statistica se ocupă de obținerea de informații relevante din datele disponibile într-un volum suficient de mare. Informațiile pot fi folosite pentru a înțelege datele disponibile (statistică descriptivă) sau pentru a descoperi noi informații despre evenimente și relațiile dintre ele (statistică inferențială).
Procesul de obținere a informației din date se numește inferență statistică referitoare la unii parametri statistici, sau chiar întregi distribuții probabilistice. Acesta este punctul de vedere mai general adoptat de teoria neparametrică în statistică. În statistica aplicată clasică este preferată ideea de a construi un model statistic cu care se pot face inferențe; în majoritatea cazurilor acest model nu este verificat, ceea ce poate conduce la concluzii eronate. Statistica aplicată modernă analizează însă date mult prea complexe, cum ar fi imagini sau structura proteinelor, pentru a se putea mărgini la ideea de modelare.
Statistica oferă suport pentru fizică, biologie, psihologie, economie, sociologie etc. Statistica excelează atunci când relațiile deterministe referitoare la evenimentul studiat sunt imposibil ori foarte dificil de aflat.
Pe teritoriul României lucrarea lui Dimitrie Cantemir "Descriptio Moldaviae" (1716) poate fi considerată ca o primă lucrare de statistică. Ea a fost scrisă la cererea Academiei din Berlin și conține toate cunoștințele acumulate în domeniu până la acea dată.
Statistica este considerată, pe de o parte, o parte matematică a științei ce se referă la colectarea, interpretarea sau explicarea și prezentarea datelor  și pe de altă parte o ramură a matematicii  ce se ocupă cu colectarea și interpretarea datelor. Datorită rădăcinilor ei empirice și a accentului pe aplicații, statistica este considerată cel mai adesea o știinta matematică distinctă mai degrabă decât o ramură a matematicii . O mare parte a statisticii care asigură colectarea datelor este luată în considerare într-un mod care produce concluzii valide; codarea și arhivarea datelor pentru a reține informațiile; raportarea rezultatelor si rezumarea lor (tabele și grafice) într-un mod inteligibil celor care trebuie să le folosească.
Statisticienii îmbunătațesc calitatea datelor dezvoltând experimente și studiul prelevarii probelor. Statistica oferă, de asemenea, instrumente pentru prezicerea utilizării datelor și modelelor statistice. Statistica este aplicabilă unei vaste varietăți de discipline academice, incluzând științe naturale și sociale, guvern și afaceri. Consultanții în statistică ajută organizații și companii care nu dispun de expertiza "in-house" relevantă întrebărilor specifice companiilor sau organizațiilor. 
"Statistica aplicată" cuprinde statistica descriptivă și statistica dedusă . Statistica teoretică se preocupă cu argumentele logice ce subliniază justificarea abordărilor asupra statisticii deduse.
Pentru a aplica statistica unei probleme știintifice, industriale sau sociale este necesar să se înceapă cu un proces sau o populație de studiat. Populațiile pot avea teme diverse cum ar fi "toate persoanele care trăiesc într-o țară" sau "fiecare atom cuprins într-un cristal". O populație poate fi, de asemenea, compusă din observațiile unui proces la diferiți timpi, fiecare informație din observații folosind drept un număr diferit al grupului în totalitate. Informațiile colectate despre acest tip de "populații" constituie ceea ce se numește serii de timpi.
Din motive practice, un subset al populației ales numit probă este studiat. Odată ce o probă reprezentativă a populației este determinată, informațiile sunt colectate. Aceste date sunt apoi subiectul unor analize statistice, având ca scop descrierea si deducerea lor.
- Statistica descriptivă rezumă datele populației, descriind ce a fost observat în probă, numeric sau grafic. Descriptorii numerici includ media si deviația standard pentru tipuri de distribuție continuă a probabilității (ca înalțime sau greutate), în timp ce frecvența și procentul sunt mult mai utile din punct de vedere al descrierii datelor categorice.

- Statistica deductivă utilizează modele în datele probă pentru a extrage deducții despre populația reprezentată. Aceste deducții pot lua formă de: răspunsuri da/nu la întrebări despre date (testarea ipotezei, estimarea caracteristicilor numerice ale datelor (estimare), descrierea (asocieri) între date (corelare) si modelarea relațiilor între date[8].

Conceptul de corelare este de notat, în mod special, pentru aptitudinea de a crea confuzie. Analiza statistică a unui set de date adesea descoperă că două variabile (proprietăți) ale unei populații au tendința de a varia împreună, de parcă ar fi fost relevante una alteia. Un studiu de venit anual care se uită și la vârsta de deces ar putea arăta că oamenii săraci au tendința să trăiască mai puțin decât oamenii cu o stare financiară mai bună. Se presupune că cele două variabile sunt legate; cu toate acestea nu sunt cauza uneia sau celeilalte. Fenomenul de corelare poate fi cauzat de un al treilea fenomen, neconsiderat anterior, numit variabila spectator. Din acest motiv nu există un mod imediat de a deduce existența unei relații între două variabile.